# Borne (Ardèche)
Borne ist eine französische Gemeinde mit 45 Einwohnern (Stand 1. Januar 2022) im äußersten Westen des Département Ardèche. Die Bewohner werden Bourniquels und Bourniquelles genannt.

## Geografie
Die Gemeinde liegt in einem dünnbesiedelten Hochtal am Fluss Borne, einem Nebenfluss des Chassezac, der auch der Namensgeber des Dorfes war. Umrahmt wird der Ort von den Bergen der Cevennen, einem Teil des Zentralmassivs, wie dem Col de la Croix de Bauzon, dem Col de Meyrand und dem Col du Bez. Borne ist Teil des Regionalen Naturparks Monts d’Ardèche. Die nächstgelegenen Städte sind Langogne im Département Lozère in 29 km Luftlinie und Aubenas in 51 km Entfernung.

## Geschichte
Der Ort Borne wurde erstmals 1152 erwähnt, als Guillaume, der Lehnsherr der Gemeinde, die spätere Zisterzienserabtei Les Chambons in der Nähe des Weilers Les Chambons gründete. Die Mönche sollten das karge und unfruchtbare Land kultivieren und Nahrungsmittel anbauen. Im 14. und 16. Jahrhundert, im Zuge der Religionskriege, sowie während der Französischen Revolution wurde die Abtei aber mehrmals geplündert und schwer verwüstet. Die Bausteine wurden damals verkauft oder für andere Bauwerke benutzt. Anschließend wurde ein Teil der damaligen Kirchengemeinde in die Nachbargemeinde Montselgues eingegliedert. Das restliche Gebiet wurde nach kurzer Besetzung wieder befreit.

### Bevölkerungsentwicklung
| Jahr                       | 1962 | 1968 | 1975 | 1982 | 1990 | 1999 | 2006 | 2016 |
| Einwohner                  | 89   | 66   | 39   | 31   | 42   | 41   | 40   | 50   |
| Quellen: Cassini und INSEE |      |      |      |      |      |      |      |      |

## Sehenswürdigkeiten
Borne ist ein pittoreskes Dorf in den Cevennen und Ausgangspunkt vieler Wanderwege in der Umgebung. Zum einen führt ein botanischer Lehrpfad zum Col de la Croix de Bauzon, der auf dem Gipfel eine Skistation beheimatet, die im Winter beliebtes Ausflugsziel für Skisportler ist. Zum anderen führen auch Wege in Die Schluchten des Flusses Borne, wo heute noch Spuren vergangener Zeiten zu finden sind. Zum Beispiel kann man dort die Ruinen des alten Schlosses, mit seinem großen Bergfried oder die Überreste der antiken Abtei besichtigen. Außerdem ist ein großer Teil der Gemeinde bewaldet.
Darüber hinaus verfügt der Ort über eine Kirche aus dem 19. Jahrhundert und die Chapelle du Rez.

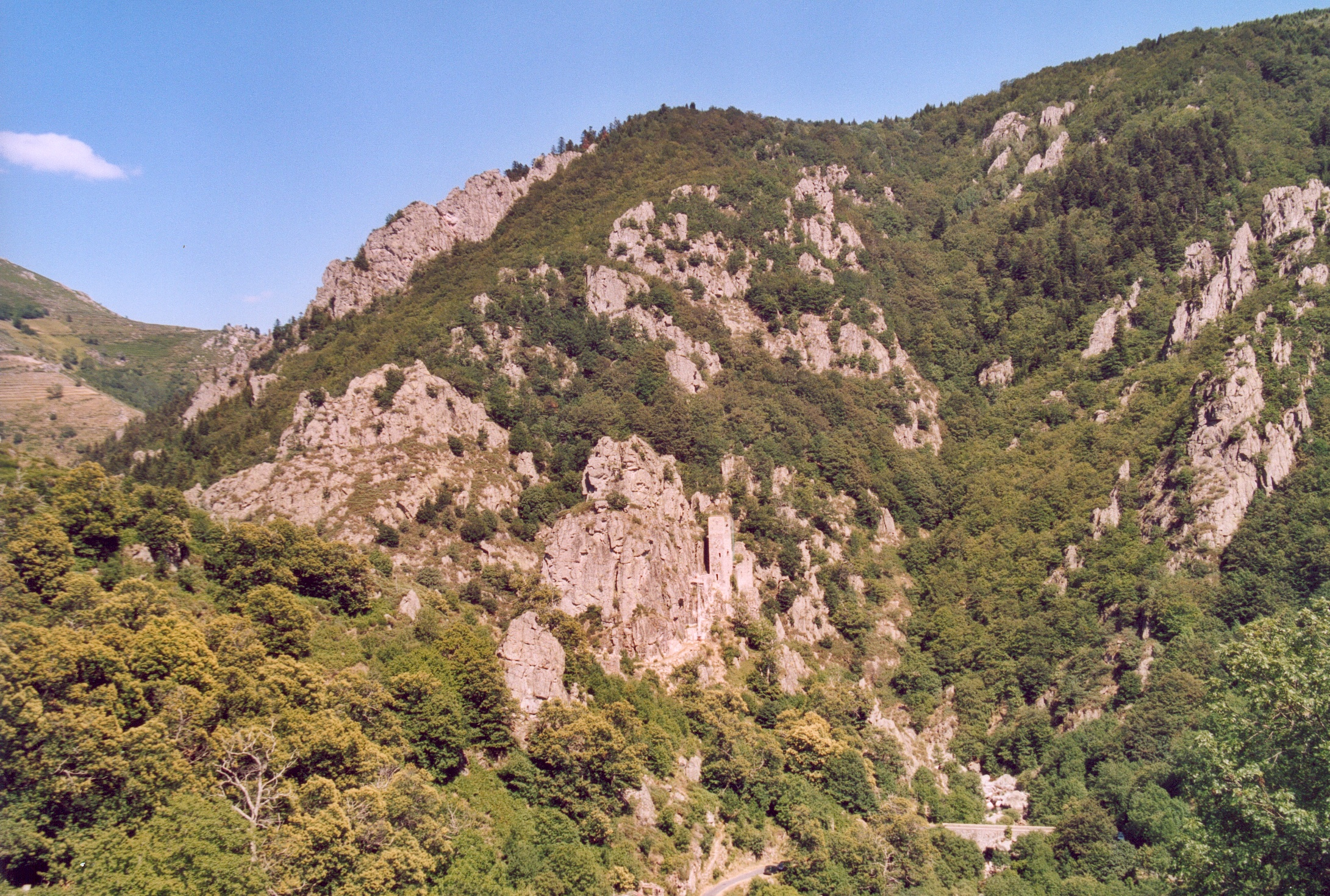
Typische Landschaft
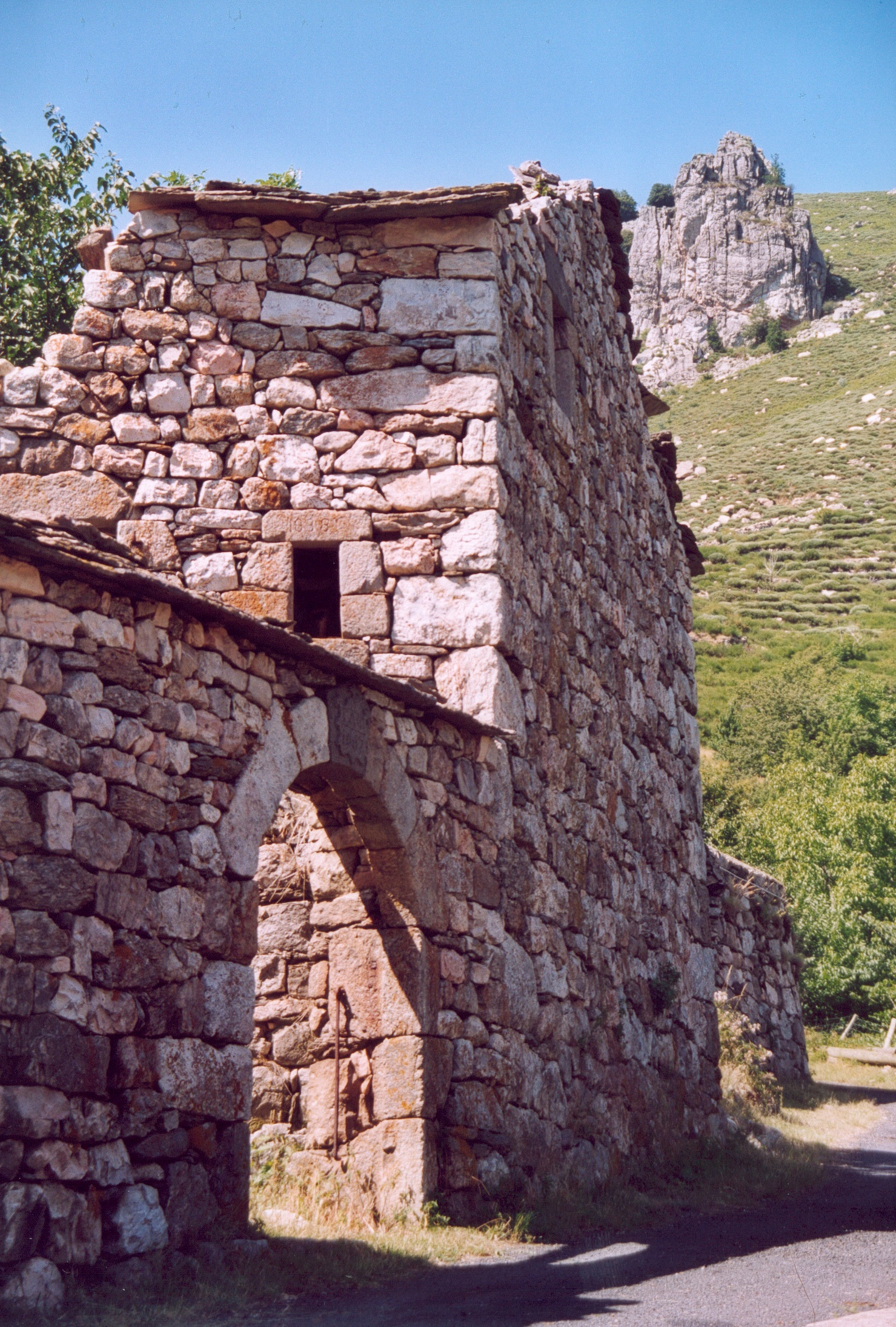
Viele Gebäude werden nicht mehr genutzt